# Alfred von und zu Liechtenstein

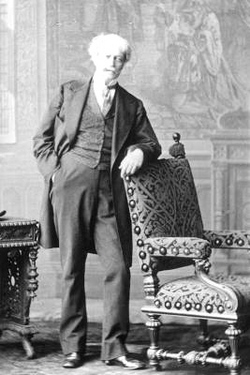
Prinz Alfred von und zu Liechtenstein (1842–1907)

Prinz Alfred Aloys Eduard von und zu Liechtenstein (* 11. Juli 1842 in Prag; † 8. Oktober 1907 auf Schloss Frauental bei Deutschlandsberg, Steiermark) war ein Mitglied des Hauses Liechtenstein und ein österreichischer Politiker.

## Biografie
Prinz Alfred wurde 1842 als ältestes von vier Kindern des Prinzen Franz von und zu Liechtenstein (1802–1887) und dessen Gattin Julia, geborene Gräfin Potocka (1817–1895), in Prag geboren. Er genoss eine Privaterziehung und maturierte 1861 am Schottengymnasium in Wien. Danach studierte er bis 1863 ohne Abschluss Rechtswissenschaften an der Universität Wien und trat danach als Unterleutnant in die österreichische Armee ein. 1865 folgte die Beförderung zum Oberleutnant und im gleichen Jahr diejenige zum Rittmeister im k.u.k. Husarenregiment Nr. 9. 1869 wurde er beurlaubt und trat im Folgejahr in die Reserve ein.
Am 26. April 1865 heiratete er in Wien seine Cousine Prinzessin Henriette von und zu Liechtenstein (1843–1931), Tochter des Fürsten Alois II. von und zu Liechtenstein (1796–1858) und dessen Gattin Franziska, geborene Gräfin Kinsky von Wchinitz und Tettau (1813–1881). Aus dieser Ehe gingen zehn Kinder hervor.
Als Politiker trat er in Graz seit 1873 als Anführer eines konservativen und antiliberalen Komitees hervor. 1875 gelang ihm der Einzug in den Landtag des Herzogtums Steiermark, dem er bis 1886 und erneut von 1890 bis 1899 angehörte. Mit einem Mandat des Wahlkreises Radkersburg-Feldbach zog er 1879 in das Abgeordnetenhaus des Österreichischen Reichsrats ein, dem er bis 1886 angehörte. In der Hohenwartschen Rechtspartei machte er sich für die Einführung einer Konfessionsschule stark. 1881 gründete er mit seinem Bruder Aloys den christlich orientierten Liechtensteinklub. Als sein Vater 1887 starb, wurde er Besitzer des Familienfideikommiss mit den Gütern in der West- und Oststeiermark und übernahm dessen erbliches Mandat im Herrenhaus. Dort übernahm er die Führung des klerikalen Flügels der Konservativen. 1889 erfolgte seine Beförderung zum Titular-Major. Er war ein Ehren- und Devotionsritter des Souveränen Malteser-Ritter-Ordens.
1902 trat er gemeinsam mit seiner Gattin und vier seiner Kinder aus dem österreichischen Staatsverband aus und nahm die liechtensteinische Staatsbürgerschaft an. Dies stand im Zusammenhang mit der Verlobung seines zweiten Sohnes mit Erzherzogin Elisabeth von Österreich. Seine letzten Lebensjahre verbrachte er zurückgezogen auf seinen Gütern in der Steiermark. Prinz Alfred verstarb 1907 auf Schloss Frauental und wurde in der Neuen Gruft in Wranau beigesetzt.

## Nachkommen
- Franziska (* 21. August 1866;[4] † 23. Dezember 1939), unverheiratet
- Franz (* 24. Januar 1868; † 26. August 1929), unverheiratet
- Julia (*/† 24. Januar 1868)
- Alois (* 17. Juni 1869; † 16. März 1955), ⚭ 1903 Erzherzogin Elisabeth von Österreich (1878–1960)
- Maria Theresia (* 9. September 1871; † 9. April 1964), unverheiratet
- Johannes (* 6. Januar 1873; † 3. September 1959), ⚭ 1906 Gräfin Marie (Marizza) Andrássy von Czik-Szent-Király und Krasna-Horka (1886–1961)
- Alfred (* 6. April 1875; † 25. Oktober 1930), ⚭ 1912 Prinzessin Theresia Maria zu Oettingen-Oettingen und Oettingen-Wallerstein (1887–1971)
- Heinrich (* 21. Juni 1877; † 16. August 1915), unverheiratet
- Karl (* 16. September 1878; † 20. Juni 1955), ⚭ 1921 Elisabeth Fürstin von Urach (1894–1962)
- Georg (* 22. Februar 1880; † 14. April 1931), als Pater Ildefons Vorsteher des Emmausklosters in Prag.[5]

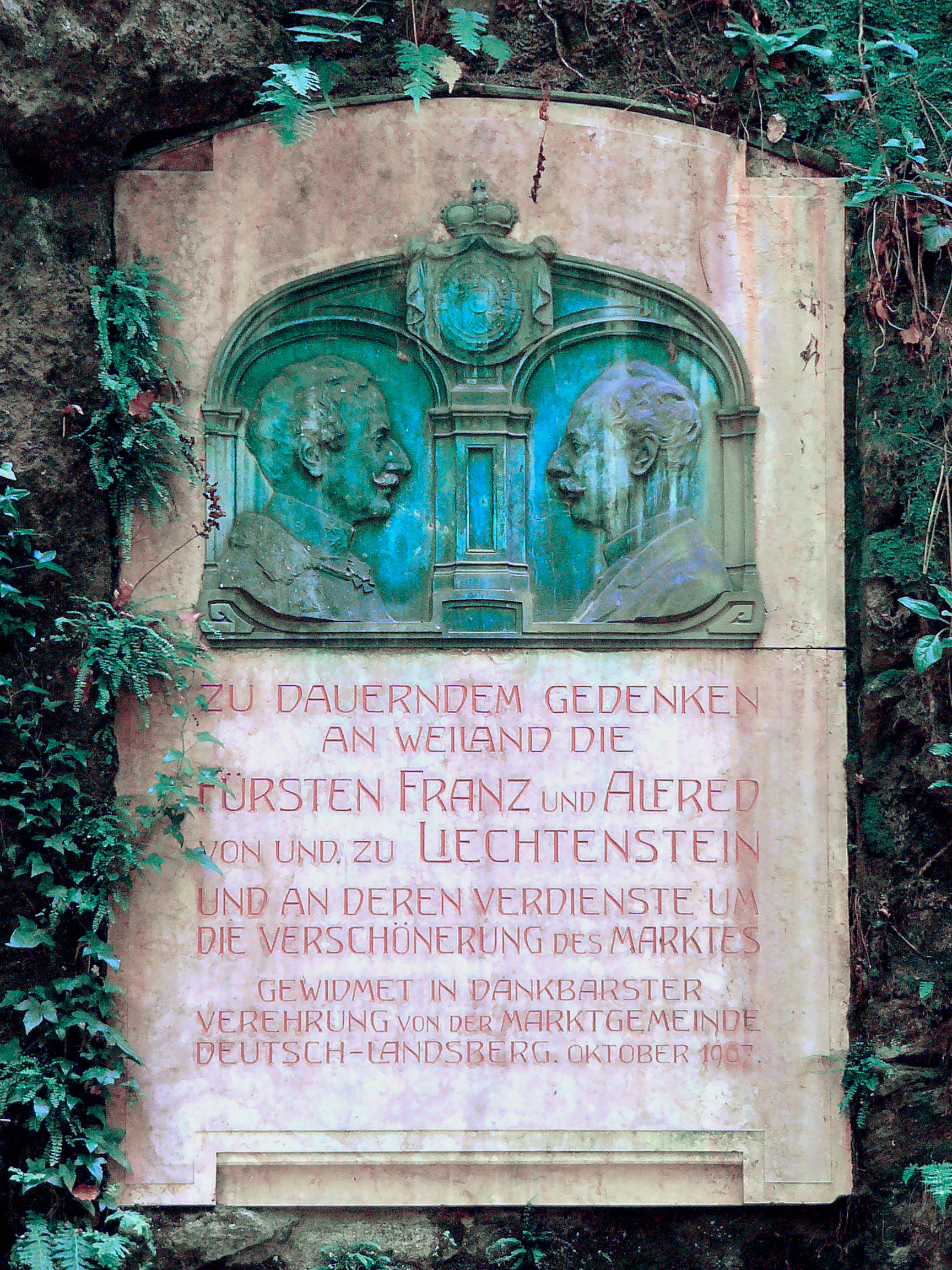
Gedenktafel an die Fürsten Franz und Alfred von und zu Liechtenstein in der Laßnitzklause

## Ehrungen
- 1903: 1143. Ritter des Ordens vom Goldenen Vlies